# Юго-Запад (Москва)
Ю́го-За́пад — общее название района массовой жилой застройки в Москве между Кутузовским проспектом и Можайским шоссе на западе и Варшавским шоссе на юге.

## Природные условия
Рельеф Юго-Запада сформирован Теплостанской возвышенностью: территория находится значительно выше остальной территории Москвы, возвышаясь над урезом реки Москвы на 80 м в районе Воробьёвых гор и на 130 м в Тёплом стане и Узком. В сочетании с розой ветров (здесь, как и во всём Московском регионе, преобладает западный перенос) и отсутствием крупных производств это делает данный район одним из наиболее благоприятных для проживания с точки зрения состояния воздуха.

## История застройки
Согласно Генеральному плану реконструкции Москвы 1935 года намечалась застройка территории от Кунцева на западе до Ленино-Дачного (нынешнее название — Царицыно) на юге. Однако строительство началось лишь в середине 1940-х годов, после Великой Отечественной войны.
Значительная часть застройки Юго-Запада сформировалась благодаря сооружению Главного здания МГУ на Воробьёвых горах (1948—1953) и прокладке и застройке Ленинского, Ломоносовского, Университетского проспектов и проспекта Вернадского.
В 1950-х годах началось массовое строительство на месте бывшей деревни Черёмушки (с расширением застройки к югу сформировалась территория Новых Черёмушек): здесь большая часть территории застроена хрущёвками. В 1960—70-х годах началась застройка бывших сёл и деревень Матвеевское, Раменки, Очаково, Тёплый стан, Зюзино, Беляево, Богородское, Коньково, Деревлёво, Ясенево.
Юго-Запад стал базой экспериментального жилого строительства, которое осуществлялось на территории Тропарёва и Чертанова.

## Особенности планировки
Улицы Юго-Запада, в основном, пересекаются почти под прямым углом, образуя прямоугольные кварталы, ограниченные по периметру жилыми домами и с внутренними скверами.
Главные магистрали:
- радиальные:
  - Мичуринский проспект (Западный луч);
  - проспект Вернадского (Восточный луч);
  - Ленинский проспект;
  - Профсоюзная улица;
  - Севастопольский проспект;
- поперечные:
  - улица Улофа Пальме — Университетский проспект — улица Дмитрия Ульянова — улица Ремизова — Криворожская улица/Электролитный проезд;
  - Минская улица — Ломоносовский проспект — Нахимовский проспект;
  - участок будущей Южной рокады: Аминьевское шоссе — улица Лобачевского — улица Обручева — Балаклавский проспект.

## Парковые территории
- Парк Победы
- Воробьёвы горы
- Ботанический сад МГУ
- Парк 50-летия Октября
- Воронцовский парк
- Тропарёвский лесопарк
- Битцевский парк
- Юго-западный лесопарк

## Административные единицы на территории Юго-Запада
- Западный административный округ:
  - Дорогомилово (частично);
  - Можайский (частично);
  - Очаково-Матвеевское;
  - Проспект Вернадского;
  - Раменки;
  - Тропарёво-Никулино;
  - Фили-Давыдково (частично);
- Юго-Западный административный округ:
  - Академический;
  - Гагаринский;
  - Зюзино;
  - Коньково;
  - Котловка;
  - Ломоносовский;
  - Обручевский;
  - Тёплый Стан;
  - Черёмушки;
  - Ясенево;
- Южный административный округ:
  - Нагорный (частично);
  - Чертаново Северное (частично);
  - Чертаново Центральное (частично);
  - Чертаново Южное (частично).

## Метро
По территории Юго-Запада проложено несколько линий Московского метрополитена:
- Солнцевская: от станции «Минская» до станции «Озёрная»;
- Сокольническая: от станции «Воробьёвы Горы» до станции «Тропарёво»;
- Калужско-Рижская: от станции «Академическая» до станции «Новоясеневская»;
- Серпуховско-Тимирязевская: от станции «Нагатинская» до станции «Аннино»;
- Большая кольцевая: от станции «Каховская» до станции «Мичуринский проспект»;
- Троицкая: от станции «Новаторская» до станции «Генерала Тюленева».

Для северо-западной части района ближайшими являются станции метро Арбатско-Покровской и Филёвской линий: Славянский бульвар, Кунцевская и другие, не находящиеся непосредственно на территории района.